# روبرت تورنبول
روبرت تورنبول (بالإنجليزية: Robert Turnbull) هو محامي وسياسي أمريكي، ولد في 11 يناير 1850 في لاورنسفيل في الولايات المتحدة، وتوفي بنفس المكان في 22 يناير 1920. حزبياً، نشط في الحزب الديمقراطي. وقد انتخب عضو مجلس نواب الولايات المتحدة عن ولاية فرجينيا وانتخب عضو مجلس ولاية فرجينيا وانتخب عضو مجلس النواب الأمريكي.